# Dobrodeja

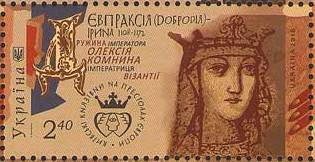
Dobrodeja na okolicznościowym znaczku

Dobrodeja (ros. Добродея) znana również jako Eupraksja Mścisławna, Irena Kijowska (ur. początek XII w., zm. 16 listopada 1131?) – księżniczka ruska, żona Aleksego Komnena, autorka traktatu medycznego.

## Życiorys
Urodziła się w Kijowie na początku XII stulecia jako trzecia z dziesięciorga dzieci. Jej ojcem był wielki książę kijowski Mścisław I Harald, a matką szwedzka księżniczka Krystyna Ingesdotter. W 1122 wyszła za mąż za Aleksego Komnena, współcesarza bizantyjskiego. Otrzymała tytuł cesarzowej (βασίλισσα) i została nazwana Ireną (prawdopodobnie po teściowej Irenie Węgierskiej). Para doczekała się córki Marii, urodzonej ok. 1125.
Po ślubie udała się do Konstantynopola. Tu w otoczeniu uzdolnionych i wpływowych kobiet, jak Anna Komnena i Irena, rozwijała swoje talenty. Jej szczególnym zainteresowaniem cieszyła się medycyna, zwłaszcza właściwości i użycie ziół. Przyjmowano, że Dobrodeja znała antyczne traktaty Galena i przetłumaczyła niektóre z nich na staroruski, a swoją wiedzę i doświadczenie praktyczne opisała w traktacie Αλιμμα (z gr. Maści). Obecnie jest on przechowywany w bibliotece Laurenziana we Florencji. Składa się z pięciu części, nie jest kompletny:
- omawia ogólne zasady higieny osobistej oraz kwestie opieki nad dziećmi i leczenia dolegliwości dziecięcych, wspomina o czterech temperamentach człowieka
- opisuje higienę w małżeństwie, w czasie ciąży i porodu
- omawia higienę żywności, opisując produkty żywnościowe „zimne” (np. olejek mirtowy) i „ciepłe” (miód, wino, mięso i inne), podaje przepisy na dania dietetyczne
- traktuje o chorobach zewnętrznych; zawiera zalecenia dotyczące stosowania maści w leczeniu chorób skóry, a także bólu zębów
- jest poświęcony masażowi leczniczemu oraz leczeniu chorób serca i żołądka[3].

W 2016 Poczta Ukraińska wydała okolicznościową serię znaczków „Ukraińskie księżniczki na tronach Europy” (Київські князівни на престолах Європи). Na jednym z nich została przedstawiona Eupraksja-Dobrodeja (nr 1510).

## Wątpliwości
Wiele faktów z życia Dobrodei jest niepewnych i źródła wykazują znaczne rozbieżności. Varzos w swoim dziele mówi, że po ślubie otrzymała imię Irena, a jako datę śmierci wskazuje 16 listopada 1131. Puszkarewa twierdzi, że po koronacji Dobrodeja otrzymała imię Zoja i przeżyła męża. Podawane w wątpliwość jest również jej autorstwo traktatu medycznego. W 1902 rosyjski badacz Chrysanf Lopariew (Хрисанф Лопарев) przedstawił tezę, zgodnie z którą Dobrodeja napisała traktat medyczny. Oparł ją o kilka przesłanek: w tekście widnieje nazwa jednej z recept Maść Zoi królowej. Porada, by „ubierać się ciepło w czasie zimnej pogody”, zdaniem Lopariewa, mogła wyjść tylko od mieszkańca Rusi, a nie Bizancjum. Współcześni Lopariewowi historycy E. Kurz i S. Papadimitriou zakwestionowali jego tezę. Została również podana w wątpliwość w późniejszym okresie w świetle nowych badań rękopisu, przeprowadzonych w latach pięćdziesiątych XX w.